# Carfoliet

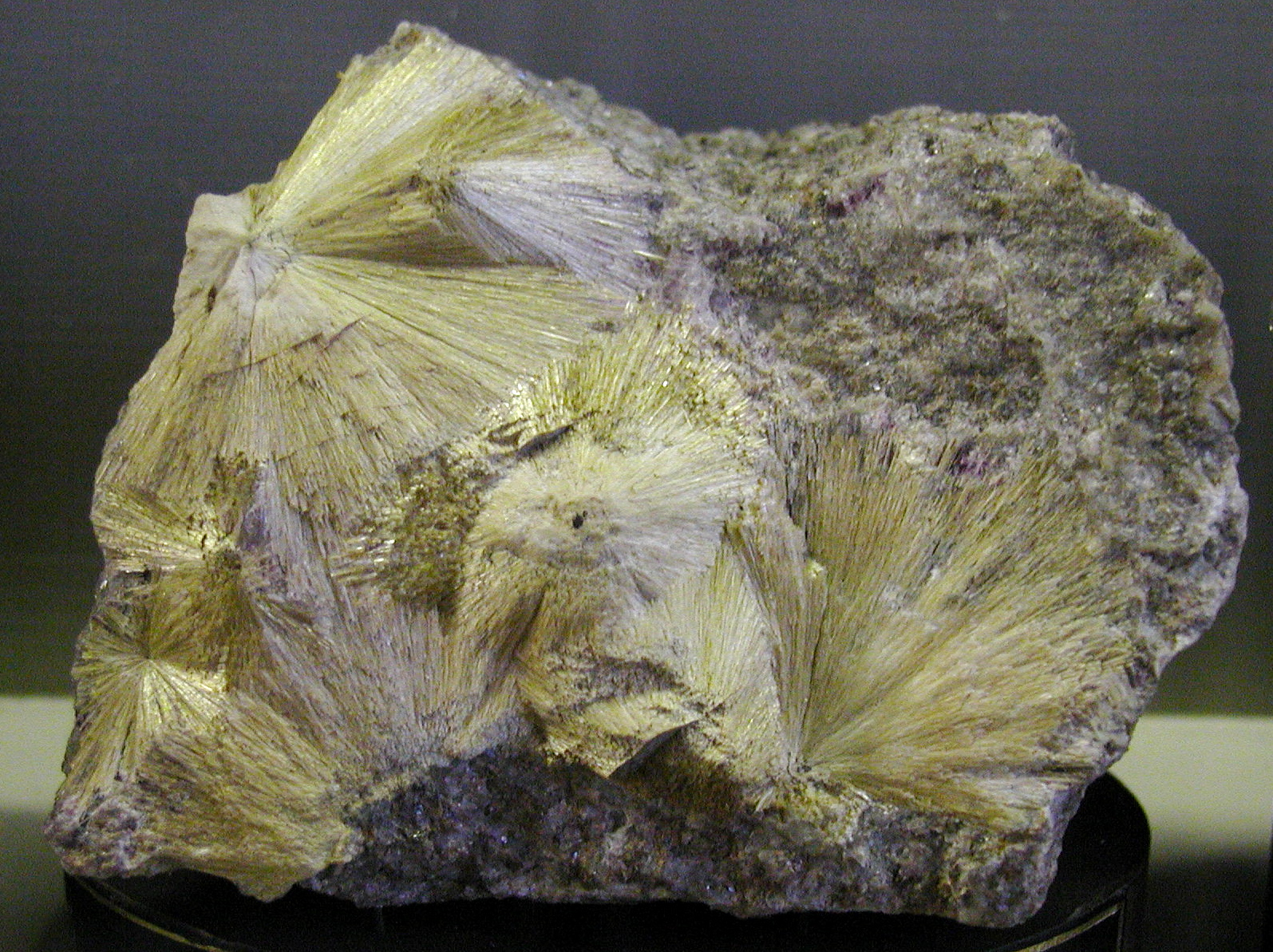
Carfoliet

Het mineraal carfoliet is een mangaan-aluminium-silicaat met de chemische formule Mn2+Al2Si2O6(OH)4. Het behoort tot de inosilicaten.

## Eigenschappen
Het doorschijnend tot doorzichtig groengrijze, geelbruine of strogele carfoliet heeft een zijdeglans, een witte streepkleur en een imperfecte splijting volgens de kristalvlakken [100], [010] en [110]. De gemiddelde dichtheid is 2,9 en de hardheid is 5,5. Het kristalstelsel is orthorombisch en het mineraal is niet radioactief.

## Naamgeving
De naam van het mineraal carfoliet is afgeleid van de Oudgriekse woorden κάρφος, karphos ("stro") en λίθος, lithos ("steen"). Dit vanwege de kleur van het mineraal.

## Voorkomen
De typelocatie van carfoliet is het Schlaggenwald, Bohemen, Tsjechië.